# Habtom Samuel
Habtom Samuel (* 30. November 2003) ist ein eritreischer Leichtathlet, der sich auf den Langstreckenlauf spezialisiert hat.

## Sportliche Laufbahn
Erste internationale Erfahrungen sammelte Habtom Samuel im Jahr 2021, als er bei den U20-Weltmeisterschaften in Nairobi in 7:52,69 min die Bronzemedaille im 3000-Meter-Lauf gewann und über 5000 Meter in 13:31,10 min den vierten Platz belegte. Im Jahr darauf startete er im 10.000-Meter-Lauf bei den Weltmeisterschaften in Eugene und gelangte dort mit 28:01,81 min auf den 17. Platz. Anschließend gewann er bei den U20-Weltmeisterschaften in Cali in 14:03,67 min die Bronzemedaille über 5000 Meter und belegte in 8:03,98 min den achten Platz über 3000 Meter.

## Persönliche Bestleistungen
- 3000 Meter: 7:52,69 min, 18. August 2021 in Nairobi
- 5000 Meter: 13:13,74 min, 28. Mai 2022 in Oordegem
- 10.000-Meter-Lauf: 27:20,08 min, 5. Juni 2022 in Hengelo